# Åge Lundström
John Åge Lundström (Estocolmo, 8 de junho de 1890 -  26 de junho de 1975) foi um ginete e oficial da Força Aérea sueca, bicampeão olímpico. 

## Carreira
Åge Lundström representou seu país nos Jogos Olímpicos de 1920 e 1924, na qual conquistou a medalha de ouro no CCE por equipes, e prata no individual em 1920, e ouro no salto por equipes em 1924. 